# Norbury (Staffordshire)
Pour les articles homonymes, voir Norbury (homonymie).
Norbury est un village et une paroisse civile du Staffordshire, en Angleterre.